# Ardour (软件)
Ardour是开源的 數位音頻工作站軟體，支持Linux、Mac OS X等操作系统，4.0版开始支持Microsoft Windows。虽然Ardour是开放源代码软件，但比之于捐赠者来说，非捐赠者在使用已编译好的OS X版本时不可以保存AU插件设置，而使用已编译好的Linux版本时不能获得从IRC频道或邮件列表的支持。

Ardour使用JACK服务作为声卡信号低延迟的保障。

## 功能特性

### 录音
Ardour可以使用任意连接已连接的输入源录音，且该软件没有内置的限制（即录音轨道和时长仅受制于系统和硬件环境）。Ardour 具备为录制的素材自动矫正位置的延迟补偿功能。在监听方面，此软件可以进行自监听、使用外部硬件监听（需要声卡支持）以及自定义监听（即使用JACK Audio Connection Kit）。其中自监听可以在听到回传之前应用效果器，而使用 JACK 时，Ardour可以从任意的输入源录制至任意轨道。

### 混音
Ardour 支持任意轨道数量下的任意轨道/总线之间的信号路由。所有的音频增益、声像以及插件参数可以自动化。所有的采样数据可以使用至高32位浮点格式。

### 编辑
Ardour 支持在任意片段上，以采样级别的精度使用拖放、裁剪、切分以及时间缩放等功能，并且支持类图层的片段。同时具备交叉淡化、节奏检测、无限制撤销/重做以及一个可以保存某一时间项目状态的快照功能。

### 母带
Ardour 可以作为母带处理环境的一部分。因为该软件可选JACK作为音频后端，所以可以于其他母带工具相配合（例如说JAMin）。此软件也具备直接将音频信号输出至其他音频处理软件的功能。Ardour还可以为制作音频CD输出TOC以及CUE文件.

## 插件
Ardour自身只是集成衰减器，其他的效果需要通过外部插件实现。
在Linux操作系统上可以使用LADSPA格式、LV2格式的插件，并通过Wine可以实现部分VST格式插件的使用（并非原始支持，所以很可能不稳定）。
在OS X操作系统上还可以使用AU格式的插件。